# Esborrador quàntic d'elecció retardada
Un experiment d'esborrador quàntic d'elecció retardada, realitzat per primera vegada per Yoon-Ho Kim, R. Yu, SP Kulik, YH Shih i Marlan O. Scully, i informat a principis de 1998, és una elaboració de l'experiment d'esborrador quàntic que incorpora conceptes considerats en l'experiment d'elecció retardada de John Archibald Wheeler. L'experiment va ser dissenyat per investigar les conseqüències peculiars del conegut experiment de doble escletxa en mecànica quàntica, així com les conseqüències de l'entrellaçament quàntic.
L'experiment d'esborrador quàntic d'elecció retardada investiga una paradoxa. Si un fotó es manifesta com si hagués arribat per un sol camí cap al detector, aleshores el "sentit comú" (que Wheeler i altres desafien) diu que ha d'haver entrat al dispositiu de doble escletxa com una partícula. Si un fotó es manifesta com si hagués passat per dos camins indistinguibles, llavors ha d'haver entrat al dispositiu de doble escletxa com una ona. En conseqüència, si es canvia l'aparell experimental mentre el fotó està en ple vol, és possible que el fotó hagi de revisar el seu "compromís" previ sobre si és una ona o una partícula. Wheeler va assenyalar que quan aquests supòsits s'apliquen a un dispositiu de dimensions interestel·lars, una decisió d'última hora presa a la Terra sobre com observar un fotó podria alterar una situació establerta milions o fins i tot milers de milions d'anys abans.
Tot i que els experiments d'elecció retardada poden semblar que permeten mesuraments fets en el present per alterar esdeveniments que es van produir en el passat, aquesta conclusió requereix assumir una visió no estàndard de la mecànica quàntica. Si, en canvi, un fotó en vol s'interpreta com una anomenada " superposició d'estats ", és a dir, si se li permet la potencialitat de manifestar-se com a partícula o ona, però durant el seu temps de vol no ho és, llavors hi ha cap paradoxa de causalitat. Aquesta noció de superposició reflecteix la interpretació estàndard de la mecànica quàntica.

## Introducció
En l'experiment bàsic de doble escletxa, un feix de llum (generalment d'un làser) es dirigeix perpendicularment cap a una paret perforada per dues obertures paral·leles. Si es posa una pantalla de detecció (des d'un full de paper blanc fins a un CCD) a l'altre costat de la paret de doble escletxa (prou lluny perquè la llum d'ambdues escletxes se superposi), s'observarà un patró de serrells clars i foscos., un patró que s'anomena patró d'interferència. Es troba que altres entitats a escala atòmica com els electrons presenten el mateix comportament quan es dispara cap a una doble escletxa. En disminuir prou la brillantor de la font, es poden detectar partícules individuals que formen el patró d'interferència. L'aparició d'un patró d'interferència suggereix que cada partícula que passa per les escletxes interfereix amb ella mateixa i que, per tant, en cert sentit les partícules estan passant per les dues escletxes alhora. :110Aquesta és una idea que contradiu la nostra experiència quotidiana d'objectes discrets.
Un conegut experiment mental, que va tenir un paper vital en la història de la mecànica quàntica (per exemple, vegeu la discussió sobre la versió d'Einstein d'aquest experiment), va demostrar que si els detectors de partícules es col·loquen a les ranures, mostrant a través de quina escletxa un fotó va, el patró d'interferència desapareixerà. Aquest experiment il·lustra el principi de complementarietat que els fotons poden comportar-se com a partícules o com a ones, però no es pot observar simultàniament com a partícula i una ona. Tanmateix, no es van proposar realitzacions tècnicament viables d'aquest experiment fins als anys setanta.

Figura 1. Experiment que mostra la determinació retardada del camí dels fotons

La informació de quina ruta i la visibilitat de les franges d'interferència són quantitats complementàries, el que significa que es pot observar informació sobre el camí d'un fotó o es poden observar serrells d'interferència, però no es poden observar ambdues en el mateix assaig. En l'experiment de doble escletxa, la saviesa convencional sostenia que l'observació del camí de les partícules inevitablement les alterava prou com per destruir el patró d'interferència com a resultat del principi d'incertesa de Heisenberg.
El 1982, Scully i Drühl van assenyalar una alternativa alternativa a aquesta interpretació. Van proposar desar la informació sobre quina escletxa va passar el fotó o, en la seva configuració, des de quin àtom es va reemetre el fotó, en l'estat de sortida d'aquest àtom. En aquest punt es coneix la informació del camí i no s'observa cap interferència. Tanmateix, es pot "esborrar" aquesta informació fent que l'àtom emeti un altre fotó i caigui a l'estat fonamental. Això per si sol no tornarà el patró d'interferència, la informació de quin camí encara es pot extreure d'una mesura adequada del segon fotó. Tanmateix, si el segon fotó es mesura en un lloc on podria arribar a la mateixa probabilitat des de qualsevol dels àtoms, això "esborra" amb èxit la informació de quin camí. El fotó original mostraria ara el patró d'interferència (la posició dels seus serrells depèn d'on es va observar exactament el segon fotó, de manera que a les estadístiques totals fan una mitjana i no es veuen serrells). Des de 1982, múltiples experiments han demostrat la validesa d'aquest anomenat "esborrador" quàntic.

Figura 2. Configuració de l'experiment d'esborrador quàntic d'elecció retardada de Kim et al. El detector D _{0} és mòbil

## L'experiment de Kim (1999)
La configuració experimental, descrita en detall a Kim et al., s'il·lustra a la figura 2. Un làser d'argó genera fotons individuals de 351.1 nm que passen per un aparell de doble escletxa (línia negra vertical a la cantonada superior esquerra del diagrama).
Un fotó individual passa per una (o totes dues) de les dues escletxes. A la il·lustració, els camins dels fotons estan codificats per colors com a línies vermelles o blaves clares per indicar per quina escletxa ha passat el fotó (el vermell indica l'escletxa A, el blau clar indica l'escletxa B).
Fins ara, l'experiment és com un experiment convencional de dues ranures. Tanmateix, després de les escletxes, s'utilitza la conversió paramètrica de baixada espontània (SPDC) per preparar un estat de dos fotons enredats. Això es fa mitjançant un cristall òptic no lineal BBO (borat de bari beta) que converteix el fotó (de qualsevol escletxa) en dos fotons enredats idèntics i polaritzats ortogonalment amb 1/2 de la freqüència del fotó original. Els camins seguits per aquests fotons polaritzats ortogonalment són provocats per divergir pel prisma Glan-Thompson.
Un d'aquests fotons de 702,2 nm, coneguts com el fotó "senyal" (mireu les línies vermelles i blaves clares que van cap amunt des del prisma de Glan–Thompson) continuen fins al detector objectiu anomenat D0. Durant un experiment, el detector D 0 s'escaneja al llarg del seu eix x, els seus moviments controlats per un motor pas a pas. Es pot examinar un diagrama dels recomptes de fotons "senyal" detectats per D 0 versus x per descobrir si el senyal acumulat forma un patró d'interferència.
L'altre fotó entrellaçat, conegut com el fotó "oci" (mireu les línies vermelles i blaves clares que baixen des del prisma Glan-Thompson), és desviat pel prisma PS que l'envia per camins divergents depenent de si prové de escletxa A o escletxa B.
Una mica més enllà de la divisió del camí, els fotons ociosos es troben amb divisors de feix BSa, BSb i BSc que tenen cadascun un 50% de possibilitats de permetre que el fotó inactiu passi i un 50% de possibilitats de fer que es reflecteixi. Ma i Mb són miralls.
Els divisors de feix i miralls dirigeixen els fotons ociosos cap als detectors etiquetats amb D1, D2, D3 i D4. Cal tenir en compte que:
- Si es registra un fotó inactiu al detector D3, només pot haver vingut de l'escletxa B.
- Si es registra un fotó inactiu al detector D4, només pot haver vingut de l'escletxa A.
- Si es detecta un fotó inactiu al detector D1 o D2, podria haver vingut de l'escletxa A o de l'escletxa B.
- La longitud del camí òptic mesurada des de l'escletxa fins a D1, D2, D3 i D4 és 2,5 m més llarg que la longitud del camí òptic des de l'escletxa fins a D0. Això vol dir que qualsevol informació que es pugui aprendre d'un fotó inactiu ha de ser aproximadament 8 ns posterior a la que es pot aprendre del seu fotó de senyal entrellaçat.

### Significat
Aquest resultat és similar al de l'experiment de doble escletxa ja que s'observa una interferència quan s'extreu segons el valor de fase (R01 o R02). Tingueu en compte que la fase no es pot mesurar si es coneix el camí del fotó (l'escletxa per la qual passa).
No obstant això, el que fa possiblement sorprenent aquest experiment és que, a diferència de l'experiment clàssic de doble escletxa, l'elecció de conservar o esborrar la informació de quin camí més lent no es va fer fins a 8 ns després que la posició de senyal del fotó ja s'hagués mesurat per D0.